# 傾物語
《傾物語》（日语：／ Kabukimonogatari）是西尾維新在《講談社BOX》上刊載的輕小說，由台灣插畫家VOFAN負責其中的插畫。本作為同系列《偽物語》的後續。

## 故事
在暑假完結前兩小時前，阿良良木曆為了解決「人生中的大事」（暑假作業），運用忍野忍的吸血鬼之力及鳥居之靈氣，穿越時光隧道，結果迷失於11年前的平行宇宙。於是阿良良木曆突發奇想，拯救當時迷路的小学生八九寺真宵。阿良良木曆为了她，犯下无法挽救的錯——！？
《物語》史上最强二人组（阿良良木曆&忍野忍），挑戰名為“命運”的戰爭。

## 輕小說
輕小說于讲谈社BOX刊载。
| 名稱   | 講談社         | 講談社                 | 尖端出版      | 尖端出版               | 收录章节            |
| 名稱   | 发售日         | ISBN                   | 发售日        | ISBN                   | 收录章节            |
| ------ | -------------- | ---------------------- | ------------- | ---------------------- | ------------------- |
| 傾物語 | 2010年12月27日 | ISBN 978-4-06-283767-5 | 2013年3月12日 | ISBN 978-957-10-5178-9 | 第閑章 「真宵殭屍」 |

## 電視動畫
2013年7月，《物語系列 第二季》動畫開播，《傾物語》作為其中一章進行放映。